# Laane (Ülenurme)
Laane – wieś w Estonii, w prowincji Tartu, w gminie Ülenurme.